# Halicampus edmondsoni
Halicampus edmondsoni is een straalvinnige vissensoort uit de familie van zeenaalden en zeepaardjes (Syngnathidae). De wetenschappelijke naam van de soort is voor het eerst geldig gepubliceerd in 1928 door Pietschmann.